# Ernst Roth (Politiker, 1906)
Ernst Roth (* 1. Juni 1906 in Marienbad; † 31. Januar 1955 in Bamberg) war ein deutscher Politiker (GB/BHE).
Roth beantragte am 11. Januar 1939 die Aufnahme in die NSDAP und wurde rückwirkend zum 1. November 1938 aufgenommen (Mitgliedsnummer 6.800.699). Er arbeitete als Verwaltungsangestellter und wohnte in Junkersdorf (heute Pfarrweisach). Am 28. Oktober 1953 rückte er für den in den Bundestag gewählten Wilfried Keller in den Bayerischen Landtag nach und gehörte diesem rund ein Jahr lang bis zum Ende der Wahlperiode an. Dort war er Mitglied der Ausschüsse für Grenzlandfragen und Sozialpolitische Angelegenheiten sowie im Ausschuss Bayern Pfalz.